# Niels Neergaard
Niels Thomasius Neergaard (Hjørring, 27 giugno 1854 – Copenaghen, 2 settembre 1936) è stato un politico danese, Presidente del Consiglio della Danimarca dal 12 ottobre 1908 al 16 agosto 1909 e primo ministro dal 5 maggio 1920 al 23 aprile 1924.
Esponente del partito Venstre ha ricoperto anche le cariche di Ministro delle Finanze (1920-1924 e 1928-1929).
Una delle principali sfide del suo secondo mandato riguardò la gestione della crisi di Pasqua del 1920 scaturita dai contrasti tra il re Cristiano X ed il governo in merito alla questione dello Schleswig,